# 鈴木治輔
鈴木 治輔（すずき じすけ、1929年9月16日 - ）は、日本の銀行家。

## 経歴
新潟県出身。1952年に東北大学経済学部を卒業し、同年に第四銀行に入行。1976年12月に取締役に就任し、1980年12月に常務、1983年5月に専務を経て、1988年6月に副頭取に就任し、1990年5月には頭取に昇格。1998年6月に会長に就任。
1995年11月に藍綬褒章を受章し、2001年11月に勲三等瑞宝章を受章。